# Alina Szapocznikow
Alina Szapocznikow (polonès: [ʂapɔt͡ʂˈɲikɔf]; o Alina Szaposznikow; (16 de maig de 1926 – 2 de març de 1973) va ser una escultora polonesa, supervivent de l'Holocaust.
Durant la Segona Guerra Mundial va ser empresonada als guetos de Pabianice i Łódź i a Auschwitz, Bergen-Belsen i Theresienstadt, tots ells campaments de concentració nazi. Les seves obres sovint eren reproduccions de parts del seu cos o del seu fill. Va treballar principalment amb bronze i pedra i la seva feina provocativa va recordar gèneres com el surrealisme, el nourealisme, i el pop art. Va morir als 46 anys víctima d'un càncer de mama.

## Exposicions
- 2010 – Out of My Mouth: chewing gum sculptures The Photosculptures of Alina Szapocznikow al Henry Moore Institute, Leeds
- 2012 – Alina Szapocznikow: Sculpture, Undone, 1955-1972, Museum of Modern Art, Nova York[4] i el Hammer Museum, Los Angeles
- 2015 – Them at Schinkel Pavillon, Berlin[5]
- 2015 – Alina Szapocznikow, at Andrea Rosen Gallery, Nova York
- 2017 – Alina Szapocznikow: Human Landscapes, al The Hepworth Wakefield, Anglaterra[6]